# Leila Haaparanta
Leila Tuulikki Haaparanta, född 20 oktober 1954 i Helsingfors, är en finländsk filosof. 
Haaparanta innehade 1979–1997 olika forskarbefattningar vid Finlands Akademi, blev filosofie doktor 1985, docent i teoretisk filosofi vid Helsingfors universitet 1986, docent vid Tammerfors universitet 1990 och professor i filosofi där 1998. Hon har främst varit inriktad på logikens filosofi och historia samt kunskapsteori. År 2002 invaldes hon som ledamot av Finska Vetenskapsakademien.